# Stig
Stig je postava z britského motoristického pořadu Top Gear. Stigovým hlavním úkolem je vždy zajet co nejlepší čas na okruhu v jakémkoliv autě, které je mu předloženo. Jeho osobnost je založena na anonymitě a nikdo přesně neví, co se skrývá pod jeho helmou, či pod jeho závodní kombinézou.
V letech 2002–2003 Perry McCarthy, 2003-2010 představován britským závodníkem Benem Collinsem, v letech 2010-2022 ztvárněn Philem Keenem.

## Hlášky
Stig zatím nikdy nepromluvil, nicméně trio moderátorů Top Gearu, zejména Jeremy Clarkson a Richard Hammond, o něm v každém díle pronese pár zajímavých "informací" a celé je to pokaždé zakončeno větou:
| „ | My víme jen to, že se jmenuje Stig. | “ |

Děje se tak vždy při uvádění Stiga na scénu, ovšem tímto je myšleno pouze to, když má Stig s autem zajet kolo na čas na okruhu. Do studia totiž nechodí. Hlášky je třeba brát s nadhledem, jedná se převážně o britský humor a často také o narážky na dění v současné britské společnosti. Český divák proto nemusí pochopit kontext některých vtipů.